# Принс (Західна Вірджинія)
Принс (англ. Prince) — переписна місцевість (CDP) в США, в окрузі Фаєтт штату Західна Вірджинія. Населення — 115 осіб (2020).

## Географія
Принс розташований за координатами 37°51′22″ пн. ш. 81°5′10″ зх. д. / 37.85611° пн. ш. 81.08611° зх. д. (37.856017, -81.086212).  За даними Бюро перепису населення США в 2010 році переписна місцевість мала площу 5,23 км², з яких 4,73 км² — суходіл та 0,49 км² — водойми.

## Демографія
Згідно з переписом 2010 року, у переписній місцевості мешкало 116 осіб у 56 домогосподарствах у складі 30 родин. Густота населення становила 22 особи/км².  Було 83 помешкання (16/км²).
Расовий склад населення:
| - 99,1 % — білих |

До двох чи більше рас належало 0,9 %. Частка іспаномовних становила 0,9 % від усіх жителів.
За віковим діапазоном населення розподілялося таким чином: 17,2 % — особи молодші 18 років, 66,4 % — особи у віці 18—64 років, 16,4 % — особи у віці 65 років та старші. Медіана віку мешканця становила 44,7 року. На 100 осіб жіночої статі у переписній місцевості припадало 81,2 чоловіків;  на 100 жінок у віці від 18 років та старших — 95,9 чоловіків також старших 18 років.
Цивільне працевлаштоване населення становило 46 осіб. Основні галузі зайнятості: освіта, охорона здоров'я та соціальна допомога — 47,8 %, роздрібна торгівля — 28,3 %, будівництво — 23,9 %.